# ذاكرة ويندوز الافتراضية
ذاكرة ويندوز الإفتراضية ( بالإنجليزية: Windows virtual Memory) هي خاصية موجودة بنظام التشغيل ويندوز توهم المستخدم بوجود ذاكرة كبيرة يتم الإستفادة منها أثناء فتح أكثر من ملف في الوقت ذاته بحيث تجعل الحاسوب أكثر كفاءة بالتالي يتم نقل البرامج الغير نشطة إلى ذاكرة ويندوز الإفتراضية والملفات النشطة تبقى في ذاكرة الوصول العشوائي RAM لعدم التسبب في بطؤ الجهاز.

## آلية عمل ذاكرة ويندوز الإفتراضية
عند فتح أكثر من برنامج على الحاسوب في الوقت ذاته يتم فتحها في الوضع الطبيعي على ذاكرة Ram لكن في حال كانت تلك البرامج تتطلب ذاكرة أكثر من الموجودة يتم استقطاع مساحة من القرص الصلب ونقل البرامج الغير نشطة عليها والبرامج النشطة تبقى في RAM وتتم هذه العملية بشكل تلقائي دون الحاجة لضبطها من قبل المستخدم ولكن يمكن للمستخدم ضبط إعدادتها بشكل يدوي.

## التحكم بإعدادت ذاكرة ويندوز الإفتراضية
ينصح ببقاء الإعدادت الافتراضية dynamic لكن في حال أردت تغييرها يمكنك عمل التالي:

### الطريقة الأولى
- فتح نافذة run عن طريق الضغط على زر windows + r
- كتابة الأمر rundll32.exe shell32.dll,Control_RunDLL sysdm.cpl,,3 .
- ستظر نافذة خصائص النظام.
- اضغط على إعدادات في قسم الآداء.

### الطريقة الثانية
- اكتب في خانة البحث view advanced system settings.
- ستظر نافذة خصائص النظام.
- اضغط على إعدادات في قسم الأداء.